# Institut de France
Institut de France (francosko Francoski inštitut) je francosko strokovno združenje, ki so ga ustanovili 26. oktobra 1795. Danes ga sestavlja 5 akademij, približno 1000 fundacij, kot tudi nekateri muzeji in dvorci.

## Akademije
- Académie française (Francoska akademija; ustanovljena leta 1635)
- Académie des inscriptions et belles-lettres (Humanistična akademija; ustanovljena 1663)
- Académie des sciences (Akademija znanosti; ustanovljena 1666)
- Académie des beaux-arts (Akademija umetnosti; ustanovljena 1816)
- Académie des sciences morales et politiques (Akademija moralnih znanosti in politike; ustanovljena 1795)